# Concots
 Concots  (en occitano Concòts) es una población y comuna francesa, situada en la región de Mediodía-Pirineos, departamento de Lot, en el distrito de Cahors y cantón de Limogne-en-Quercy.

## Demografía
| 330 | 324 | 343 | 360 | 331 | 372 |
| Para los censos de 1962 a 1999 la población legal corresponde a la población sin duplicidades (Fuente: INSEE [Consultar]) |     |     |     |     |     |